# US Salernitana 1919
US Salernitana 1919 is een Italiaanse voetbalclub uit Salerno, Campania.
De club speelde tijdens de jaren 40 in de Serie A en nog een keer in 1998/99. Na het seizoen 2004/05 werd de club om financiële redenen naar de Serie C1 gezet en nam dan de huidige naam aan. In 2007/08 werd Salernitana kampioen in de Serie C1 en promoveerde naar de Serie B. Twee seizoenen later degradeerde de club weer uit de Serie B. Daarna ging het met name financieel snel bergafwaarts met de club. Uiteindelijk ging de club na het seizoen 2010/11, waarin het de finale van de promotieserie naar de Serie B verloor van Hellas Verona, op 26 juli 2011 failliet.
Er werd een doorstart gemaakt en de club moest uitkomen in de Serie D, op dat moment het vijfde niveau in het Italiaanse voetbal. Na drie promoties in vier seizoenen keerde de club in 2015 weer terug in de Serie B. In 2021 promoveerde Salernitana na een 3-0 overwinning op bezoek bij Pescara naar de hoogste competitie van Italië, de Serie A. Salernitana heeft ook in seizoen 23/24 maar liefst 4 (!) verschillende coaches gehad.

## Naamsveranderingen
- 1919 - US Salernitana Salerno
- 1927 - US Fascista Salerno
- 1945 - US Salernitana Salerno
- 1979 - Salernitana Sport Salerno
- 2005 - Salernitana Calcio 1919
- 2011 - Salernitana Calcio
- 2012 - US Salernitana 1919

## Erelijst
- Serie B

1947, 1998

## Eindklasseringen
- 1946 9e
Serie B
- 1947 1e
Serie B
- 1948 18e
Serie A
- 1949 4e
Serie B
- 1950 13e
Serie B
- 1951 13e
Serie B
- 1952 8e
Serie B
- 1953 11e
Serie B
- 1954 10e
Serie B
- 1955 12e
Serie B
- 1956 18e
Serie B
- 1957 3e
Serie C
- 1958 14e
Serie C
- 1959 18e
Serie C
- 1960 15e
Serie C
- 1961 9e
Serie C
- 1962 3e
Serie C
- 1963 4e
Serie C
- 1964 6e
Serie C
- 1965 13e
Serie C
- 1966 1e
Serie C
- 1967 20e
Serie B
- 1968 5e
Serie C
- 1969 6e
Serie C
- 1970 11e
Serie C
- 1971 2e
Serie C
- 1972 4e
Serie C
- 1973 5e
Serie C
- 1974 8e
Serie C
- 1975 6e
Serie C
- 1976 7e
Serie C
- 1977 6e
Serie C
- 1978 6e
Serie C
- 1979 6e
Serie C1
- 1980 7e
Serie C1
- 1981 12e
Serie C1
- 1982 4e
Serie C1
- 1983 7e
Serie C1
- 1984 8e
Serie C1
- 1985 4e
Serie C1
- 1986 5e
Serie C1
- 1987 13e
Serie C1
- 1988 10e
Serie C1
- 1989 11e
Serie C1
- 1990 2e
Serie C1
- 1991 17e
Serie B
- 1992 5e
Serie C1
- 1993 5e
Serie C1
- 1994 3e
Serie C1
- 1995 5e
Serie B
- 1996 5e
Serie B
- 1997 15e
Serie B
- 1998 1e
Serie B
- 1999 15e
Serie A
- 2000 7e
Serie B
- 2001 15e
Serie B
- 2002 6e
Serie B
- 2003 20e
Serie B
- 2004 17e
Serie B
- 2005 13e
Serie B
- 2006 5e
Serie C1
- 2007 10e
Serie C1
- 2008 1e
Serie C1
- 2009 15e
Serie B
- 2010 22e
Serie B
- 2011 4e
Prima Divisione
- 2012 1e
Serie D
- 2013 1e
Seconda Divisione
- 2014 9e
Prima Divisione
- 2015 1e
Lega Pro
- 2016 18e
Serie B
- 2017 10e
Serie B
- 2018 12e
Serie B
- 2019 16e
Serie B
- 2020 10e
Serie B
- 2021 2e
Serie B
- 2022 17e
Serie A
- 2023 15e
Serie A
- 2024 20e
Serie A
- 2025 16e
Serie B

- Serie A
- Serie B
- Serie C
- Prima Divisione
- Seconda Divisione
- Serie D

## Resultaten per seizoen
| Seizoen | Competitie                          | Niveau | Eindstand | Coppa Italia | Opmerking                                            |
| ------- | ----------------------------------- | ------ | --------- | ------------ | ---------------------------------------------------- |
| 2000/01 | Serie B                             | II     | 15        | 8e finale    |                                                      |
| 2001/02 | Serie B                             | II     | 6         | 3e groep 8   |                                                      |
| 2002/03 | Serie B                             | II     | 20        | 4e groep 6   |                                                      |
| 2003/04 | Serie B                             | II     | 17        | 2e ronde     |                                                      |
| 2004/05 | Serie B                             | II     | 13        | 2e ronde     | Degradatie i.v.m. financiële problemen               |
| 2005/06 | Serie C1 Girone A                   | III    | 5         | --           | halve finale promotieserie                           |
| 2006/07 | Serie C1 Girone B                   | III    | 10        | 1e ronde     |                                                      |
| 2007/08 | Serie C1 Girone B                   | III    | 1         | --           |                                                      |
| 2008/09 | Serie B                             | II     | 15        | 8e finale    |                                                      |
| 2009/10 | Serie B                             | II     | 22        | 3e ronde     |                                                      |
| 2010/11 | Lega Pro Prima Divisione Girone A   | III    | 4         | 1e ronde     | Finale promotieserie > Hellas Verona (1-2); Failliet |
| 2011/12 | Serie D Girone G                    | V      | 1         | --           |                                                      |
| 2012/13 | Lega Pro Seconda Divisione Girone B | IV     | 1         | --           |                                                      |
| 2013/14 | Lega Pro Prima Divisione Girone A   | III    | 9         | 1e ronde     | kwartfinale promotieserie                            |
| 2014/15 | Lega Pro Girone C                   | III    | 1         | 1e ronde     |                                                      |
| 2015/16 | Serie B                             | II     | 18        | 4e ronde     | winnaar play-outs                                    |
| 2016/17 | Serie B                             | II     | 10        | 3e ronde     |                                                      |
| 2017/18 | Serie B                             | II     | 12        | 3e ronde     |                                                      |
| 2018/19 | Serie B                             | II     | 16        | 3e ronde     | winnaar play-outs                                    |
| 2019/20 | Serie B                             | II     | 10        | 3e ronde     |                                                      |
| 2020/21 | Serie B                             | II     | 2         | 3e ronde     |                                                      |
| 2021/22 | Serie A                             | I      | 17        | 2e ronde     |                                                      |
| 2022/23 | Serie A                             | I      | 15        | 1e ronde     |                                                      |
| 2023/24 | Serie A                             | I      | 20        | 8e finale    |                                                      |
| 2024/25 | Serie B                             | II     | 16        | 2e ronde     | Play-outs verloren van UC Sampdoria. Degradatie.     |

## Aanvoerders
Overzicht met aanvoerders van Salernitana vanaf 1989
- Agostino Di Bartolomei (1988-1990)
- Marco Pecoraro Scanio (1990-1991)
- Ciro Ferrara (1991-1993)
- Giovanni Pisano (1994-1996)
- Francesco Tudisco (1997)
- Roberto Breda (1997-1999)
- Luca Fusco (1999)
- Fabrizio Lorieri (2000)
- Luca Fusco (2000-2003)
- Roberto Breda (2003-2005)
- Raffaele Longo (2005)
- Salvatore Fresi (2005)
- Giorgio Di Vicino (2005-2006)
- Evans Soligo (2006-2007)
- Luca Fusco (2007-2010)
- Salvatore Russo (2010-2011)
- David Giubilato (2011-2012)
- Francesco Montervino (2012-2014)
- Ciro Ginestra (2014-heden)
- Guillermo Ochoa (2021-2024)

## Bekende (oud-)spelers
- Djavan Anderson
- Quinto Bertoloni
- Jerome Boateng
- Davide Bombardini
- Samuel Caballero
- Antonio Candreva
- Franco Di Jorio
- David Di Michele
- Marco Di Vaio
- Riza Durmisi
- Luciano Favero
- Federico Fazio
- Marco Ferrante
- Gennaro Gattuso
- Mark Iuliano
- Stefan Jansen
- Kostas Manolas
- Phil Masinga
- Guillermo Ochoa
- Giovanni Pisano
- Krzysztof Piątek
- Franck Ribery
- Attila Sallustro
- Rigobert Song
- Thomas Strakosha
- Giacomo Tedesco
- Giovanni Tedesco
- Danny Tiatto
- Tonny Vilhena
- Walter Zenga
- Salvatore Fresi
- Marco Zoro